# コーシー＝シュワルツの不等式
数学におけるコーシー＝シュワルツの不等式（コーシーシュワルツのふとうしき、英: Cauchy–Schwarz inequality）、シュワルツの不等式、シュヴァルツの不等式あるいはコーシー＝ブニャコフスキー＝シュワルツの不等式 (Cauchy–Bunyakovski–Schwarz inequality) とは、内積空間において、2つのベクトルの内積の絶対値はその2つのノルムの積以下であることを主張する不等式である。
線型代数学や関数解析学における有限次元および無限次元のベクトルの内積や、確率論における分散や共分散に適用されるなど、様々な状況で現れる有用な不等式である。
数列に対する不等式はオーギュスタン＝ルイ・コーシーによって1821年に、積分系での不等式はまずヴィクトール・ブニャコフスキーによって1859年に発見された後ヘルマン・アマンドゥス・シュヴァルツによって1888年に再発見された。

## 定理の内容と意義
x, y が実または複素内積空間 {\displaystyle (X,\langle \cdot ,\cdot \rangle )} の元であるとき、コーシー＝シュワルツの不等式は次のように表される：
{\displaystyle \langle x,y\rangle ^{2}\leq \langle x,x\rangle \cdot \langle y,y\rangle .}
これの等号成立は、x, y が線型従属であるとき、つまり x, y の一方が 0 であるか、さもなくば平行であるときである。内積の導くノルム {\displaystyle \|x\|^{2}:=\langle x,x\rangle } を用いればこれは
{\displaystyle |\langle x,y\rangle |\leq \Vert x\Vert \cdot \Vert y\Vert }
とも表せる。
コーシー＝シュワルツの不等式の重要な帰結として、内積が2つのベクトルについて連続であるということが挙げられる。従って特に、ベクトル x に対する連続汎函数 {\displaystyle \langle x,\cdot \rangle } あるいは {\displaystyle \langle \cdot ,x\rangle } を定めることができる。さらに、ベクトル x に汎函数 {\displaystyle x^{*}\colon y\mapsto \langle y,x\rangle } を作用させると等長作用素になっていることも従う。
また、この定理の系として内積ノルムに関する三角不等式
{\displaystyle \Vert x+y\Vert \leq \Vert x\Vert +\Vert y\Vert }
が導かれる。これの等号成立は、x と y の一方が他方の非負実数倍であるときである。

## 証明
定理には数多くの証明が知られている。

### 判別式による証明
実内積空間におけるシュワルツの不等式の特徴的な証明の一つに、二次式とその判別式を用いるものがある。実際、t を実変数（あるいは任意の実定数）として
{\displaystyle 0\leq \langle {\boldsymbol {x}}+t{\boldsymbol {y}},{\boldsymbol {x}}+t{\boldsymbol {y}}\rangle =\langle {\boldsymbol {x}},{\boldsymbol {x}}\rangle +2\langle {\boldsymbol {x}},{\boldsymbol {y}}\rangle t+\langle {\boldsymbol {y}},{\boldsymbol {y}}\rangle t^{2}}
が（内積の加法性により）t に依らず成立し、t の絶対二次不等式となる。ゆえに、二次不等式についてよく知られた事実により、この t の二次式の判別式 Δ は半負定値（非正）でなければならない：
{\displaystyle \Delta /4=\langle {\boldsymbol {x}},{\boldsymbol {y}}\rangle ^{2}-\langle {\boldsymbol {x}},{\boldsymbol {x}}\rangle \langle {\boldsymbol {y}},{\boldsymbol {y}}\rangle \leq 0.}
ここからコーシー＝シュワルツの不等式を得る。
複素内積空間においても同様の証明がある。この場合は、⟨x|y⟩ なる内積を考えるとき、実数 t と絶対値 1 の複素数 λ について
{\displaystyle \langle {\boldsymbol {x}}+\lambda t{\boldsymbol {y}}|{\boldsymbol {x}}+\lambda t{\boldsymbol {y}}\rangle }
に対して同様の議論を行い、
{\displaystyle \left(\operatorname {Re} \langle {\boldsymbol {x}}|\lambda {\boldsymbol {y}}\rangle \right)^{2}-\langle {\boldsymbol {x}}|{\boldsymbol {x}}\rangle \langle {\boldsymbol {y}}|{\boldsymbol {y}}\rangle \leq 0}
が導かれる。特に {\displaystyle \lambda ={\frac {\langle {\boldsymbol {x}}|{\boldsymbol {y}}\rangle }{|\langle {\boldsymbol {x}}|{\boldsymbol {y}}\rangle |}}} とすると、これは絶対値 1 であり、
{\displaystyle \operatorname {Re} \langle {\boldsymbol {x}}|\lambda {\boldsymbol {y}}\rangle =\operatorname {Re} {\bar {\lambda }}\langle {\boldsymbol {x}}|{\boldsymbol {y}}\rangle =\operatorname {Re} {\frac {{\overline {\langle {\boldsymbol {x}}|{\boldsymbol {y}}\rangle }}\langle {\boldsymbol {x}}|{\boldsymbol {y}}\rangle }{|\langle {\boldsymbol {x}}|{\boldsymbol {y}}\rangle |}}=|\langle {\boldsymbol {x}}|{\boldsymbol {y}}\rangle |}
であるから、定理の主張が得られる。

### 直交射影による証明
別の観点の証明として、直交射影を考える以下のものがある：‖ y ‖ = 0 のときは、x と y の内積が 0 になり、問題の不等式は自明である。‖ y ‖ > 0 のときは、
{\displaystyle t={\frac {\langle x,y\rangle }{\|y\|^{2}}}}
とすると、t y は x の y方向への直交射影である。実際、この t について z := x − t y は y に直交している。
{\displaystyle 0\leq \|z\|^{2}=\|x\|^{2}-\|ty\|^{2}={\frac {\|x\|^{2}\|y\|^{2}-\langle x,y\rangle ^{2}}{\|y\|^{2}}}}
よりコーシー＝シュワルツの不等式が従う。不等式の等号成立は z = 0、即ち x, y が線型従属のときであることが分かる。

### 数学的帰納法による証明
標準内積を入れた数ベクトル空間で考えている場合は、成分表示すると
{\displaystyle \left(\textstyle \sum \limits _{i=1}^{n}x_{i}y_{i}\right)^{2}\leq \left(\textstyle \sum \limits _{i=1}^{n}{x_{i}}^{2}\right)\left(\textstyle \sum \limits _{i=1}^{n}{y_{i}}^{2}\right)}
となるが、特にユークリッド空間（実数空間）Rn（つまり各成分 xi, yi が実数）の場合については、この不等式は n に関する数学的帰納法で証明することができる。各 xi, yi が負でない場合を示せばよい。n = 1 のときは明らかに成立。n = 2 のときは、
{\displaystyle ({x_{1}}^{2}+{x_{2}}^{2})({y_{1}}^{2}+{y_{2}}^{2})-(x_{1}y_{1}+x_{2}y_{2})^{2}=(x_{1}y_{2}-x_{2}y_{1})^{2}\geq 0}
より成り立つ。n = k (≥ 2) で成立すると仮定する。n = k + 1 のとき、
{\displaystyle \left(\textstyle \sum \limits _{i=1}^{k+1}x_{i}y_{i}\right)^{2}=\left(\textstyle \sum \limits _{i=1}^{k}x_{i}y_{i}+x_{k+1}y_{k+1}\right)^{2}}
{\displaystyle \leq \left(\left(\textstyle \sum \limits _{i=1}^{k}{x_{i}}^{2}\right)^{\frac {1}{2}}\left(\textstyle \sum \limits _{i=1}^{k}{y_{i}}^{2}\right)^{\frac {1}{2}}+x_{k+1}y_{k+1}\right)^{2}}（∵帰納法の仮定より）
{\displaystyle \leq \left(\textstyle \sum \limits _{i=1}^{k}{x_{i}}^{2}+{x_{k+1}}^{2}\right)\left(\textstyle \sum \limits _{i=1}^{k}{y_{i}}^{2}+{y_{k+1}}^{2}\right)}（∵ n = 2 のときより）
{\displaystyle =\left(\textstyle \sum \limits _{i=1}^{k+1}{x_{i}}^{2}\right)\left(\textstyle \sum \limits _{i=1}^{k+1}{y_{i}}^{2}\right)}
となって成立する。

## 具体例
標準内積を入れた数ベクトル空間で考えている場合は、成分表示すると
{\displaystyle \left(\textstyle \sum \limits _{i=1}^{n}x_{i}y_{i}\right)^{2}\leq \left(\textstyle \sum \limits _{i=1}^{n}{x_{i}}^{2}\right)\left(\textstyle \sum \limits _{i=1}^{n}{y_{i}}^{2}\right)}
となる。特に n = 2, 3 の場合は
{\displaystyle (x_{1}y_{1}+x_{2}y_{2})^{2}\leq ({x_{1}}^{2}+{x_{2}}^{2})({y_{1}}^{2}+{y_{2}}^{2})}
{\displaystyle (x_{1}y_{1}+x_{2}y_{2}+x_{3}y_{3})^{2}\leq ({x_{1}}^{2}+{x_{2}}^{2}+{x_{3}}^{2})({y_{1}}^{2}+{y_{2}}^{2}+{y_{3}}^{2})}
となる。これらは有限次元の内積空間における例であるが、無限次元の内積空間でも成り立つ。自乗可積分函数空間では内積として積分の形があり、2つの自乗可積分函数 f, g に対して
{\displaystyle \left(\int f(x)g(x)^{*}\,dx\right)^{2}\leq \int \left|f(x)\right|^{2}\,dx\cdot \int \left|g(x)\right|^{2}\,dx}
がシュワルツの不等式に当たる不等式である。これはヘルダーの不等式に一般化される。